# Ptycholepis
Ptycholepis is een geslacht van uitgestorven straalvinnige beenvissen, waarvan de kop en de operculaire botten zijn versierd met richels van ganoïne, kleine tanden en dikke schubben, die veel langer zijn dan diep en in de lengterichting aan de buitenzijde zijn gegroefd.
Ptycholepis behoort tot de familie Ptycholepidae (= Boreosomidae/Chungkingichthyidae). Andere geslachten van deze familie zijn Acrorhabdus (Spitsbergen, Vroeg-Trias), Ardoreosomus (Nevada, Verenigde Staten; Vroeg-Trias), Boreosomus (globaal, Vroeg-Trias), Chungkingichthys (China, Vroeg-Trias) en Yuchoulepis (China, Vroeg-Trias). Een typisch kenmerk van deze familie is de rugvin, die ter hoogte van de buikvinnen in het voorste deel van het lichaam is ingebracht. Andere kenmerken zijn de gestreepte schedelbeenderen en schubben en de kleine tanden.

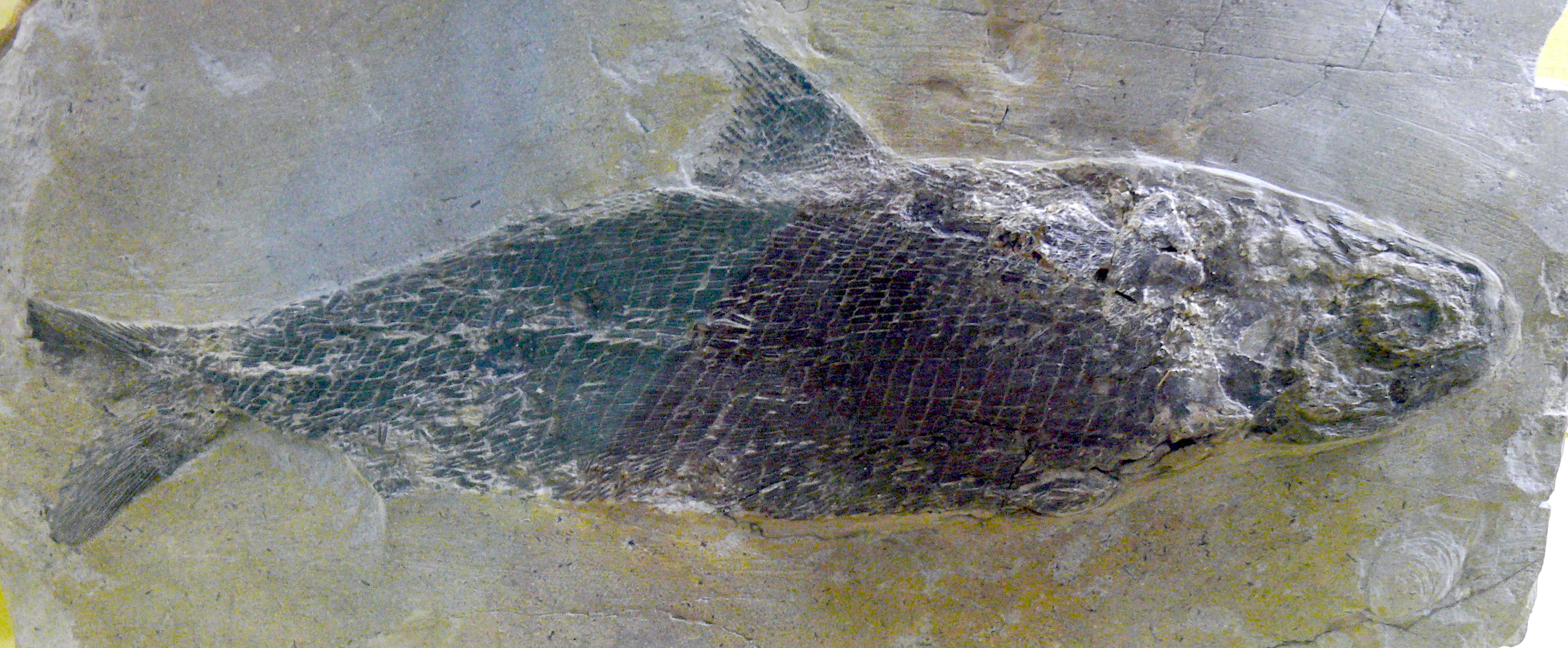
Ptycholepis bollensis
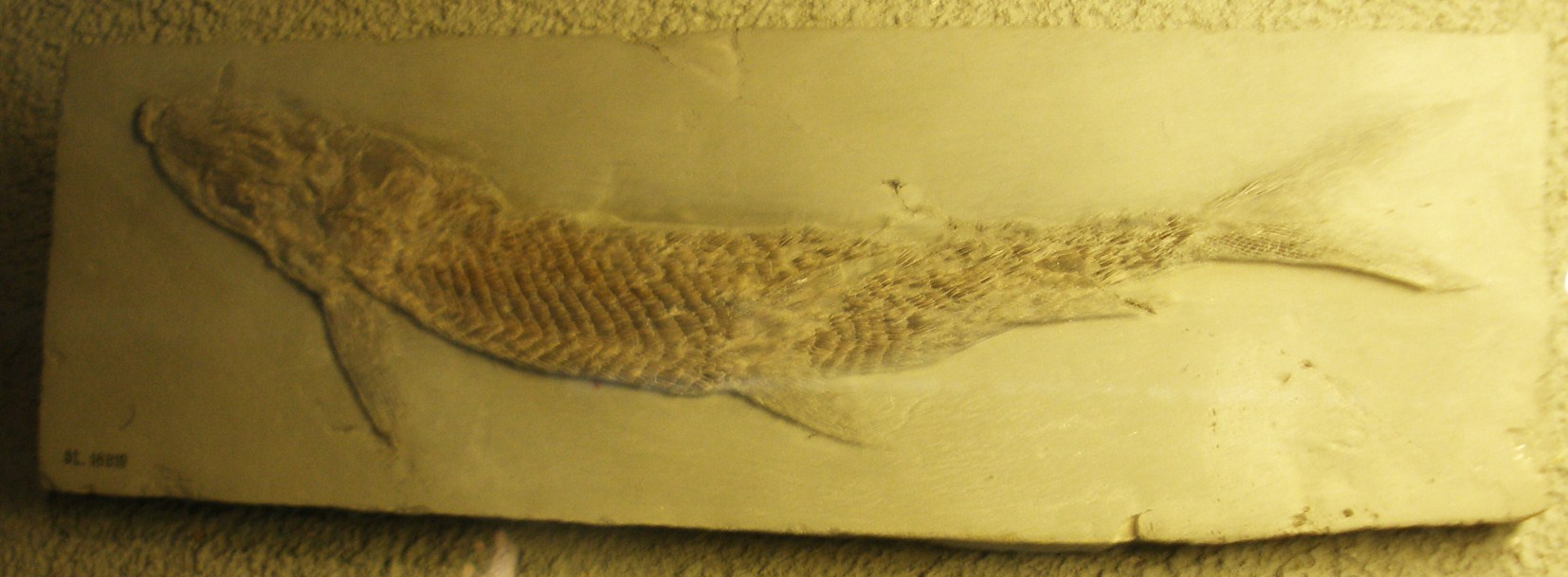
Ptycholepis bollensis
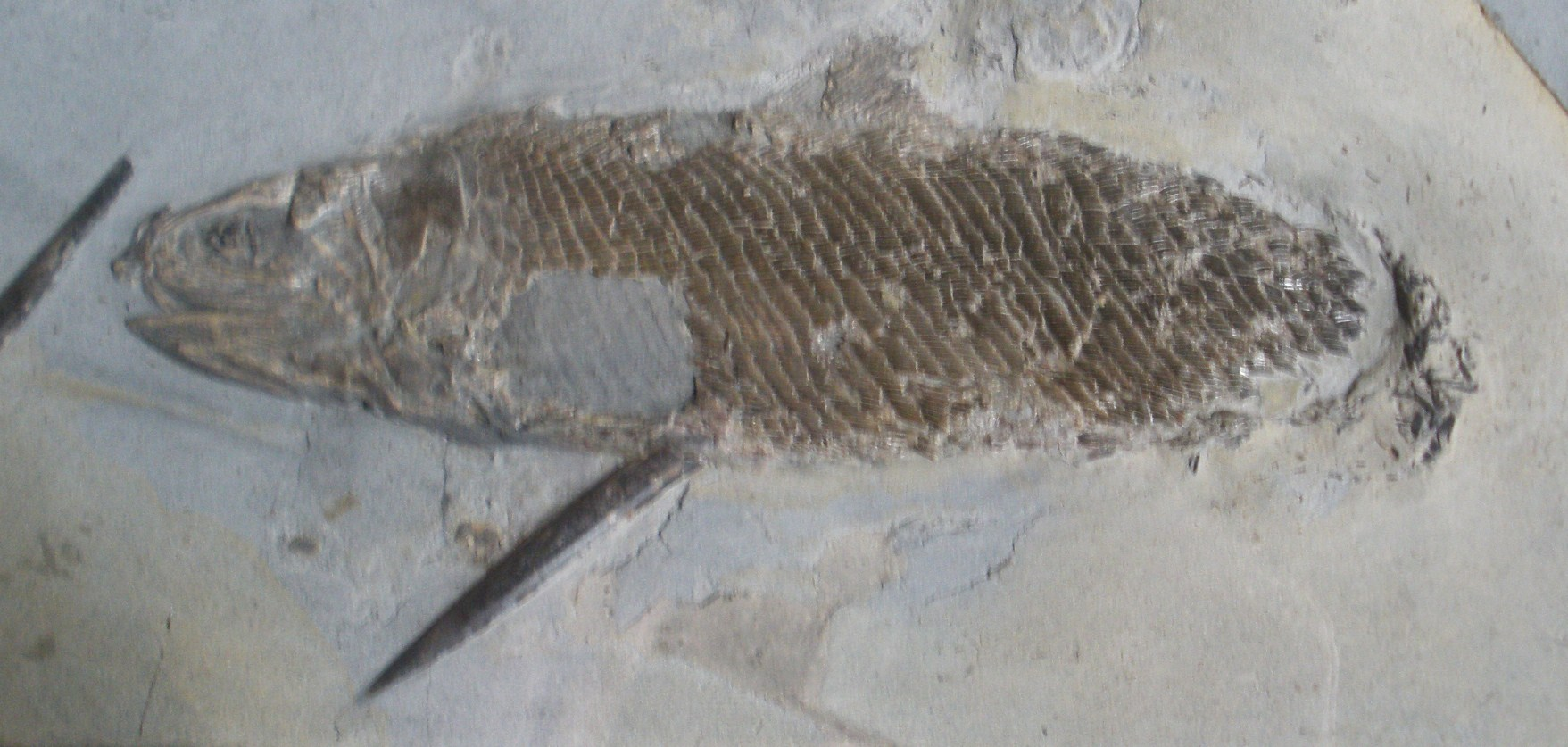
Ptycholepis sp.

## Soorten
- P. avus Kner, 1866
- P. barboi Bassani, 1886
- P. curtus Egerton, 1854
- P. gracilis (Davis, 1884)
- P. magnus Bürgin, 1992
- P. marshi Newberry, 1878
- P. minor Egerton, 1852
- P. monilifer Woodward, 1895
- P. priscus Bürgin, 1992
- P. raiblensis Bronn, 1859
- P. schaefferi Bürgin, 1992